# Atenea (Marvel Comics)
Este artículo trata sobre la diosa ficticia de Marvel Comics. Para el Eterno de Marvel Comics, vea Thena.
Atenea es una deidad ficticia que aparece en los cómics estadounidenses publicados por Marvel Comics. Ella se basa en la Diosa Griega del mismo nombre.

## Historial de publicación
Atenea apareció por primera vez en The Mighty Thor # 164 (mayo de 1969), y fue adaptada de la mitología griega por Stan Lee y Jack Kirby.

## Biografía del personaje ficticio
Atenea es la hija de Zeus y Metis, que emergió formada completamente de la frente de su padre después de que Zeus consumiera a Metis con la esperanza de evitar a un hijo varón que lo sucedería, como lo había hecho su padre. Ella tomó el lugar de la diosa de la sabiduría, la guerra y el esfuerzo heroico en el Panteón Olímpico. Su compañero búho gris se llama Pallas, una referencia a su propio nombre.
En su primera aparición, Atenea estaba al lado de Zeus cuando le prohibió a Plutón interferir en la Tierra. Luego observó el conflicto posterior de Plutón con Zeus. Más tarde, Atenea acompañó a Zeus a una reunión con Odín, quien había pedido ayuda a lo Olímpico para oponerse a los Eternos. Como resultado, ella participó en el asalto a la Ciudad Eterna de Olimpia y luchó contra su contraparte entre los Eternos, Thena, para quien ella muestra una tremenda disgusto.
Atenea luego se enfrentó a Thor cuando Zeus la convenció de que los Vengadores eran enemigos del Olimpo. La batalla terminó cuando Thor la salvó de un charco de metal fundido en el taller de Hefesto, y se dio cuenta de que Thor no era su enemigo. Atenea, Hefesto y Venus fueron con los Vengadores para curar al herido Hércules, pero Zeus estaba junto a su cama y los atacó a todos con un rayo. Zeus luego prohibió que Atenea y todos los Dioses Olímpicos interfirieran con la Tierra.
En los tiempos modernos, Atenea es responsable de que Aegis obtenga sus poderes sobrehumanos con el regalo de su coraza de égida.
Más tarde, Atenea luchó contra Plutón y luego se reunió con los otros dioses olímpicos para discutir su disgusto por la brutalidad de Ares. Cuando Olimpo fue invadido por los demonios de Mikaboshi, Atenea luchó por Olimpo y miró a Ares por la estrategia del campo de batalla. Atenea se unió a los atletas olímpicos en la batalla contra las fuerzas de Mikaboshi, y prevaleció con la ayuda de los dioses benevolentes del este.
Luego apareció en The Incredible Hercules, ofreciéndole refugio a Hércules y Amadeus Cho en su propiedad en Vermont, y advirtió a Hércules sobre Ares y el potencial de Amadeus para convertirse en buenos o malos. Después de que Hércules y Amadeus finalmente llegan a su estado, les advierte de la amenaza de la Invasión Secreta y los lleva a San Francisco para convocar a una reunión de varios panteones de la Tierra, a la sombra del Sueño Celestial, para discutir la amenaza. Tras la victoria de "Escuadrón Dios", y Mikaboshi toma las deidades esclavas de Skrull, se muestra a Atenea observando desde su mirador, y ella dice que este es un resultado aún mejor del que ella había planeado. Ella no expresa alarma ni sorpresa cuando Mikaboshi jura vengarse de los atletas olímpicos. Atenea se confirma así para no ser un Skrull.
En el pasado, demostró que usaba su previsión para predecir el nacimiento de Amadeus Cho y los acontecimientos de World War Hulk, prediciendo que mientras el aún joven Hércules crecería para convertirse en una fuerza para el bien, Amadeus siempre sería su campeón, pronosticando los tiempos modernos y su elección final para convertirse en una fuerza para el bien de sí mismo, y para ella y para el ayudante de Hércules. Así que ella lo aceptó como su ayudante.

### El grupo Olimpo
Mientras tanto, Hera y Plutón se han hecho cargo del Grupo Olimpo, la sede moderna del poder de los olímpicos, a través de las acciones heredadas de Zeus y al comparar Poseidón, y han decidido que la compañía tiene un nuevo objetivo importante: la muerte de Atenea y Hércules. Como parte de su plan maestro, Hera mata a Aegis, un héroe favorecido por Atenea. Usando su cuerpo como cebo, ella atrae a Atenea, Amadeus y Hércules a una trampa. Entre la comitiva de Hera se encuentra con Delphyne Gorgon, que desea matar a Atenea en venganza por maldecir a las Gorgonas originales. Atenea formula un nuevo plan para contrarrestar a Hera, y los héroes se escapan en medio de una batalla entre las fuerzas de Hera y los Vengadores Oscuros.
Cuando llegan a Atlantic City, Atenea reveló que los está enviando a Hades para recuperar a Zeus. Tienen éxito y Zeus renace como un niño, aunque sin sus recuerdos, pero aún tiene control del clima. Cuando Amadeus los deja para encontrar a su hermana, Atenea y Hércules corren para esconder a Zeus con los Poderosos Vengadores. Cho, mientras tanto, se marcha para descubrir la verdad detrás de la muerte de sus padres y la desaparición de su hermana, sin saber si seguir confiando en ella. Posteriormente, se entera de que, de hecho, Atenea se presenta como una aliada de él, el exagente del FBI Sexton, para ayudarlo en su aventura, y que ella intervino incluso antes para salvar su vida del intento de asesinato que mató a su familia. Se reveló que Pythagoras Dupree fue la elección original de Atenea para ser su campeón, pero rechazó el puesto y, retirándose dentro de una elaborada red de realidades, comenzó a matar a cualquiera que pudiera llevar a Atenea hacia él. Cho, después de enfrentarse a Dupree, se reúne con Atenea y comparte con ella información sobre la superarma de Hera, Continuum.
Atenea le revela a Cho que él es su elección para ser el próximo Príncipe de Poder, como el "héroe de la mente", en oposición al héroe de la fuerza que Hércules representaba. Además, como no puede haber más de un Príncipe de Poder a la vez, esto significa que Hércules pronto se encontrará con su muerte. Cho se compromete a evitar esto, incluso cuando reúnen fuerzas para montar un asalto en Nuevo Olimpo. Atenea le proporciona a Afrodita información sobre sus enemigos, los Agentes de Atlas, a cambio de que ella distraiga a Ares de unirse a la batalla. Usando el peto de égida tomado de Aegis, Hephaestus forjó un casco que canalizaba el poder de la cabeza de Medusa, que Delphyne usaba para convertir a Atenea en piedra. Hephaestus luego planeó crear un molde de su cara para colocar en uno de sus autómatas para llevarlo al nuevo universo. Sin embargo, ella se libera de esto por la muerte de Zeus, que transfiere su divino rayo a ella, luego comienza a llamarse a sí misma Atenea Panhellenios. Después de que Hércules derrota a Tifón en el universo alternativo creado por la máquina de Hera, Atenea revela que Hércules debe morir para que Cho pueda tomar su lugar como Príncipe de Poder, y, llorando, dice que se considera a sí misma como la verdadera madre de Hércules y que le dio la leche de Hera, para aumentar su poder, ella destruye la máquina, aparentemente matándolo. Atenea luego asiste al funeral de Hércules con Neptuno, Hebe, Apolo y Plutón, presentando a Amadeus Cho (cuya propia relación con ella ha sido muy tensa debido a la desaparición de Hércules y su falta de asistencia inicial en su funeral), con una oferta para que él sea el nuevo jefe de su Grupo Olimpo. Apolo desafía a Atenea por el liderazgo de los atletas olímpicos, liderando una pelea entre varios campeones, con Atenea y sus aliados triunfando. Cho inicialmente rechaza su oferta, pero acepta al enterarse de que Hércules no está en el Inframundo, y ha prometido utilizar los recursos del Grupo para localizarlo.
Ahora, líder de los dioses olímpicos, se muestra a Atenea reuniéndose con el Consejo de Dioses para hablar sobre la nueva Era Heroica, y quién debe ser seleccionado para enfrentar la oscuridad que se avecina en Mikaboshi. Otros Padres del cielo sugieren a Thor, Iron Man y Capitán América, pero Atenea afirma que Cho salvará al mundo. Posteriormente, la captura de Vali Halfling de la sede del Grupo Olympus, Atenea se ve gravemente debilitada por el apagado de la Llama Promethean, y luego es capturada por los hombres de Halfling al regresar al Grupo del Olimpo desde el pánico Consejo de Dios. Delphyne Gorgon, quien escapó de su celda, al principio se enfrentó a Atenea, pero luego fue convencida de ayudarla a derrotar a los hombres de Halfling e intentar localizar la Llama. Después de la derrota de Halfling por Cho y Delphyne, la Llama es restaurada por los nuevos poderes divinos de Cho y Atenea vuelve a su poder completo, liberado del cautiverio, justo cuando el Rey del Caos, Amatsu-Mikaboshi se prepara para invadir la Tierra, destruye todo rastro de la vida en la maravilla del universo, mortal e inmortal, y aniquilar toda la realidad por fin en su devastadora Guerra del Caos.
Durante la historia de la Guerra del Caos, Sersi le preguntó a Hércules por qué la sabia Atenea no estaba con él y con Amadeus. Hércules le dijo que Atenea trató de matarlo y que había huido cuando regresó a la Tierra. Después de que Amatsu-Mikaboshi diezma los reinos de los panteones de la Tierra y aparentemente absorbe al Escuadrón de Dios en su propio vacío, se le aparece Atenea (con su búho mascota Pallas), diciéndole que se centre solo en Hércules y Cho, sus dos verdaderas amenazas, y que nada de esto hubiera sido posible si no fuera por la sabiduría de su "siervo más grande". Atenea insiste en que Amatsu-Mikaboshi necesitaría su ayuda en la batalla final para destruir a Hércules, diciéndole que la Creación simplemente saldría de su vacío incluso si triunfaba, pero el Rey del Caos la esclaviza a su vez. Atenea ataca brutalmente a Hércules con todo su poder, gritando que lo exilió al universo de burbujas de Continuum de Hera porque buscó protegerlo del Rey del Caos, pero incluso en la muerte, Hércules era tan terco como él en la vida. Hércules, con la ayuda de Gea y su hija Pelé, se destruye y se recrea a sí mismo con todo el poder del Padre Celestial, aniquilando casualmente a Atenea con un solo gesto.
Aunque los esfuerzos combinados de Hércules, Cho y su Escuadrón Dios, reforzados con la ayuda de los pocos dioses sobrevivientes de la Tierra, son incapaces de detener a Amatsu-Mikaboshi, logran engañar a Amatsu-Mikaboshi para devolver la realidad de la burbuja del Continuo al Vacío Primordial en lugar de su propio universo, después de lo cual, aparentemente, una Atenea restaurada se le aparece a Hércules, revelando que ella había visto lo que podría haber sucedido todo el tiempo, y durante tanto tiempo había planeado que su hermano se levantara como el Padrino de un mundo nuevo y limpio, como "El más grande de los hombres" y "El más grande de los dioses". Sin embargo, al anular sus protestas, Hércules, en cambio, sacrifica todo su poder divino e inmortalidad para deshacer todo el daño que el Rey del Caos había causado en la creación y elevar el Olimpo en la Tierra. Con Delphyne aún atrapada en su maldito disfraz, Atenea aún vive incluso después del final de la Guerra del Caos, aunque con la restauración de Zeus y Hera al alto poder, ya no es la Deidad Olímpica.

## Poderes y habilidades
Atenea es la dueña de muchas formas de conocimiento. Es una extraordinaria espadachina, estratega de combate y combatiente cuerpo a cuerpo. Como diosa de la sabiduría, Atenea ha dedicado mucho tiempo a lo largo de los siglos a estudiar y dominar muchas áreas del conocimiento, incluidos todos los campos de la ciencia no técnica, las artes, la literatura y las humanidades. Además, como la diosa de la batalla, Atenea es muy experta en múltiples formas de combate, tanto armadas como desarmadas, y posee habilidades de combate que eclipsan a los de dioses como a su hermano Hércules, pero no a gente como los asgardianos Odin y Thor, y es una estratega militar altamente competente incluso superior a su hermanastro Ares, siendo un súper genio incluso entre las deidades de la Tierra y posee un grado de "conciencia cósmica" que la hace esencialmente omnisciente cuando la usa, que afirma simultáneamente, ejecuta noventa y siete planes para "salvar el mundo" en su cabeza en cualquier momento. Ella es una maestra de las armas usadas en la época de la antigua Grecia y Roma, incluyendo la espada, la lanza y el escudo (aunque en tiempos antiguos y modernos, ha preferido usar solo una maza y un escudo redondo en la mayoría de los casos), y también ha demostrado un cierto nivel de competencia con el tiro con arco y la equitación en el Olimpo. Si bien Atenea no proyecta energía en forma de rayos a menudo, lo ha hecho en combate con Thena durante el asalto a los Eternos de Olimpia, aunque a través de su espada.
Atenea posee los poderes convencionales de los dioses olímpicos, que incluyen fuerza sobrehumana, velocidad, agilidad, reflejos y resistencia, la incapacidad para envejecer al llegar a la edad adulta como un signo de verdadera inmortalidad, inmunidad a las enfermedades terrestres y daños por medios convencionales y una capacidad de regeneración que sana las heridas se producen rápidamente si se lesiona, aunque no puede volver a crecer las extremidades. Incluso en la Tierra, parece que todavía posee el poder de la inmortalidad, ya que sobrevivió a una explosión masiva causada por Pitágoras Dupree que fue suficiente para aniquilar a toda una ciudad, y su resistencia física y resistencia es tal que Atenea es más a prueba de balas, más resistente al daño que incluso dioses como Apolo y Hermes y tanto como Ares. Como todos los atletas olímpicos, Atenea es sobrehumanamente fuerte, significativamente más fuerte que la mujer olímpica promedio y algo más fuerte que el hombre olímpico promedio. Incluso en la Tierra, después de muchos meses, Atenea ha demostrado que conserva cierto grado de fuerza sobrehumana, como lanzar su maza con tanta fuerza que causa una explosión en un avión atlante muy avanzado.
Atenea posee considerables habilidades mágicas como una diosa olímpica. Puede volar a gran velocidad, cambiar su tamaño o forma para aparecer como otra persona, animal u objeto, incluso alterando el color de su cabello en ciertas ocasiones (aunque sus habilidades de transmutación se han descrito como "limitadas"), se hace a sí misma y a otros seres invisibles desde la vista mortal (por ejemplo, cuando era una participante secreta en la Guerra de Troya), crea imágenes ilusorias, anima objetos inanimados y controla la forma y la forma de los objetos o las personas (notablemente ella cambió la forma física). aparición de Trey Rollins, el joven guerrero alias Aegis). Athena también puede proyectar rayos de energía mística, cruzar la distancia entre las dimensiones (así como otorgar a otros pasajes ilimitados hacia y desde el reino de Olimpo, como lo hizo con Trey Rollins) y materializar objetos, así como una vez para empoderar al mortal Príncipe Argive para que pudiera herir a Ares una herida casi fatal. Atenea también ha lanzado maldiciones permanentes a los mortales, como su encantamiento que dejó ciego a Teiresias, pero también abrió sus oídos a los susurros de los dioses, convirtiéndolo en un gran profeta, además de lanzar el hechizo en Aracne que la convirtió en una araña y colocando la maldición sobre Medusa Gorgon y todos sus descendientes que los despojaron de su belleza y los convirtieron en monstruos, una maldición que aparentemente no se puede romper por ningún medio científico, ya que Delphyne Gorgon ha afirmado que las Gorgonas han intentado docenas de veces en los últimos milenios sin ningún éxito, lo que los lleva a creer que la única forma de deshacer su hechizo sería matar ella, o, como resultó ser el caso, convierte a Atenea en piedra canalizando el poder de Medusa. La capacidad de Atenea para proyectar energía mística se considera entre los más grandes de los atletas olímpicos, superada solo por algunas deidades especiales de su panteón, como Zeus, Hera, Plutón, Poseidón y Apolo. Ella también está acompañada por su mascota búho sagrada, Pallas, quien está posada en su hombro o desplegada en el campo para reunir inteligencia.
Si bien se unió a Hércules y Amadeus Cho, todavía tiene que demostrar un uso tan amplio de sus habilidades divinas (posiblemente muy debilitada en la Tierra, como en el caso de los otros atletas olímpicos y la mayoría de los asgardianos), aunque la ha utilizado más comúnmente para cambiar de su atuendo mortal habitual a una armadura de batalla completa o disfrazarse como humanos (como el Agente Sexton), así como invocar a su maza y escudo. También se ha mostrado capaz de señalar mentalmente la ubicación actual del peto de Aegis, como si fuera su "propia piel", y una vez desapareció en el aire, aparentemente teletransportándose a sí misma, después de hablar con Amadeus Cho. Atenea también tiene el don de la previsión, que usó para predecir el futuro nacimiento de Amadeus Cho y su eventual papel como el Príncipe de Poder, varios milenios más tarde, y puede proyectar imágenes de tales futuros en el aire a voluntad, y también es capaz de participar en combate aéreo cuando sea necesario, incluso después de muchos meses en la Tierra, como lo ha demostrado cuando luchando contra un grupo de arpías, demostrando la capacidad de vuelo.
Atenea posee un grupo de adivinación, lo que le permite ver otras dimensiones, incluso las dimensiones de las deidades extraterrestres Skrull prácticamente inalcanzables, sin detección.
Tras la muerte de Zeus y Hera, Atenea ha heredado el rayo divino de Zeus y ahora es capaz de manejarlo, convirtiéndola en la nueva Deidad para los miembros restantes del panteón griego y la Reina del Olimpo, elevando su poder a una escala mucho mayor, potencialmente en un nivel al de los otros miembros del Consejo Elite. Atenea ha asumido desde entonces el nuevo título piadoso de Atenea Panhellenios. Desde entonces, Atenea se ha mostrado capaz de teletransportarse fácilmente a sí misma, hacer retroceder a los dolientes reunidos en su sien, incluso a Thor (mientras está armado con su rayo), contactar a otros en la Tierra desde el Eje Celestial del Consejo de Elite proyectando su imagen en una pantalla de visualización en el aire y la voz a través de planos de existencia, e, incluso en un estado severamente debilitado después de la extinción de la Llama Promethean, pudo abrir una puerta entre el Eje Celestial (lugar de reunión del Consejo Elite) y la sede del Grupo Olympus en la dimensión de la Tierra. Su bendición que hizo de Amadeus el nuevo Príncipe de Poder también fue lo suficientemente potente como para protegerlo de la huelga del Rey del Caos en las mentes de los mortales de la Tierra usando los poderes que reclamó de la Pesadilla asesinada, y ella pudo proyectar una pequeña proyección del evento de la creación al Rey del Caos sobre su mano.